# Gintaras Bačanskas
Gintaras Bačanskas (ur. 16 lutego 1967 w Poniewieżu) – litewski koszykarz, występujący na pozycji skrzydłowego.

## Osiągnięcia
Drużynowe
- Brązowy medalista mistrzostw Polski (1994)
- 2-krotny uczestnik rozgrywek Pucharu Koracia (1992–1994)

Indywidualne
- Uczestnik meczu gwiazd PLK (1994)[1]